# بافر سیترات-فسفات
بافر سیترات-فسفات یا بافر مک‌اِلوین (به انگلیسی: McIlvaine) یک محلول بافر متشکل از سیتریک‌اسید و دی‌سدیم هیدروژن فسفات است. بسته به نسبت این دو جزء به یکدیگر، می‌توان محلول بافری با pH بین 2.2 تا 8 تهیه کرد. این محلول ظرفیت بافری در بازه گسترده‌ای از pH را فراهم می‌کند. بافر سیترات-فسفات کاربردهای متعددی در زیست‌شناسی سلولی و مولکولی، خون‌شناسی و علم کشاورزی دارد، و به خصوص در مطالعات مقایسه‌ای مبتنی بر رنگ‌سنجی مورد استفاده قرار می‌گیرد.